# Интервју са председником Исланда
„Интервју са председником Исланда” је југословенски ТВ филм из 1973. године. Режирао га је Боро Драшковић који је написао и сценарио.